# Стаціонарний зв'язок
Стаціонарна лінія зв'язку (стаціонарна лінія зв'язку, наземна лінія зв'язку, основна лінія зв'язку, домашній телефон, стаціонарна лінія зв'язку та дротовий зв'язок) — це телефонний зв'язок, у якому для передачі даних використовуються металеві дроти або оптоволоконна телефонна лінія, на відміну від мережі мобільного стільникового зв'язку, яка використовує радіозв'язок. хвилі для передачі сигналу.

## Характеристики

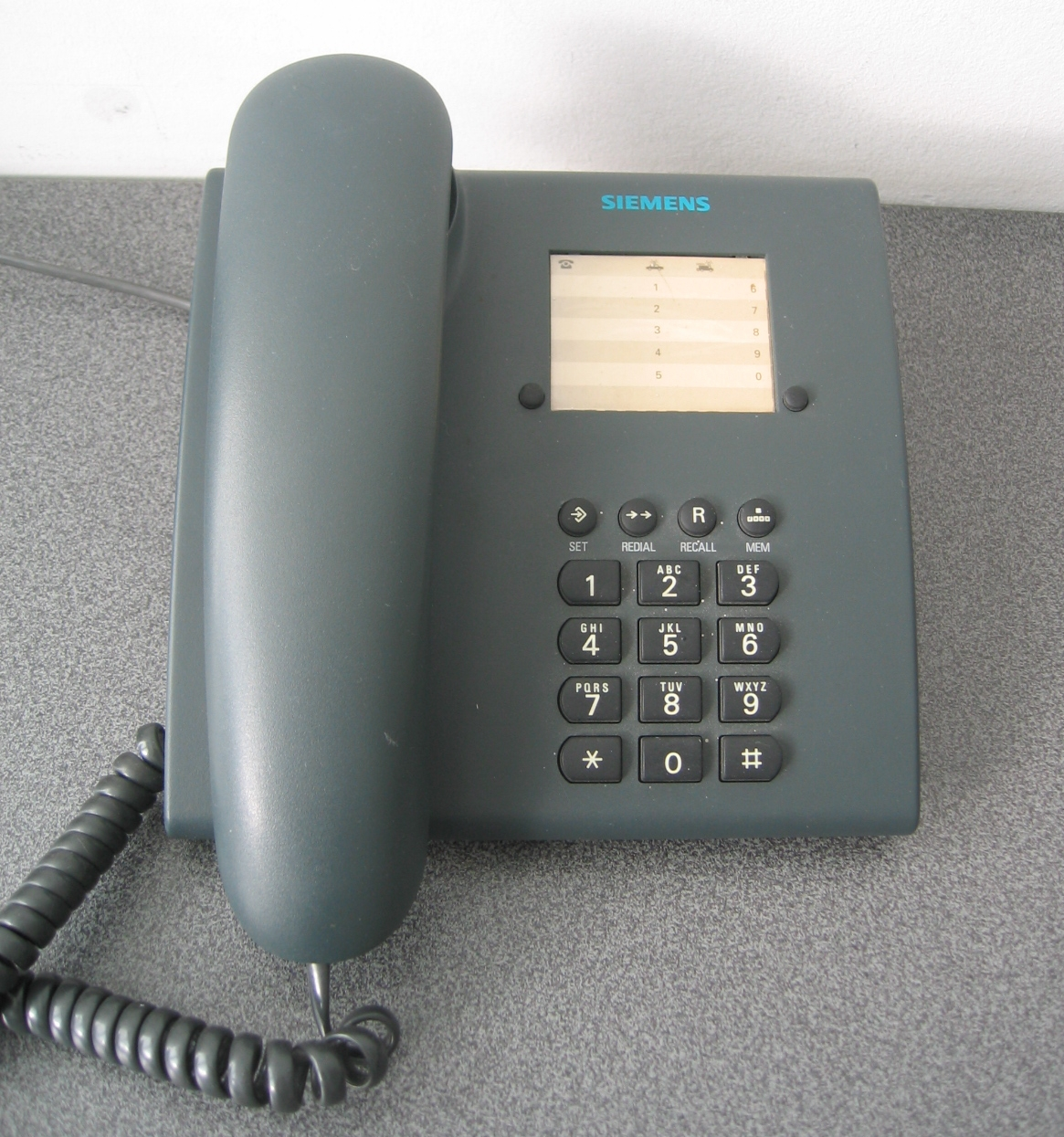
Дротовий стаціонарний телефон, виготовлений Siemens. 1997 рік

Стаціонарні послуги зазвичай надаються через зовнішню телефонну станцію центрального офісу телефонної компанії або телекомунікаційного центру. Зовнішня телефонна станція містить яруси кабелів між розподільними точками в зоні обміну, так що одна пара мідного дроту або оптичне волокно досягає кожного місця абонента, такого як дім або офіс, через мережевий інтерфейс. Електропроводка в приміщеннях клієнтів простягається від мережевого інтерфейсу до розташування одного або кількох телефонів усередині приміщення.
Телефон, підключений до стаціонарної лінії зв'язку, може бути провідним або бездротовим і зазвичай стосується роботи бездротових пристроїв або систем у фіксованих місцях, наприклад удома. Стаціонарні бездротові пристрої зазвичай отримують електроенергію від електромережі, на відміну від мобільних бездротових або портативних бездротових пристроїв, які, як правило, живляться від батареї. Попри те, що мобільні та портативні системи можна використовувати у фіксованих місцях, ефективність і пропускна здатність є проблемою порівняно зі фіксованими системами. Мобільні або портативні бездротові системи з акумуляторним живленням можуть використовуватися як резервні засоби для стаціонарних систем у разі відключення електроенергії або стихійного лиха.

## Використання

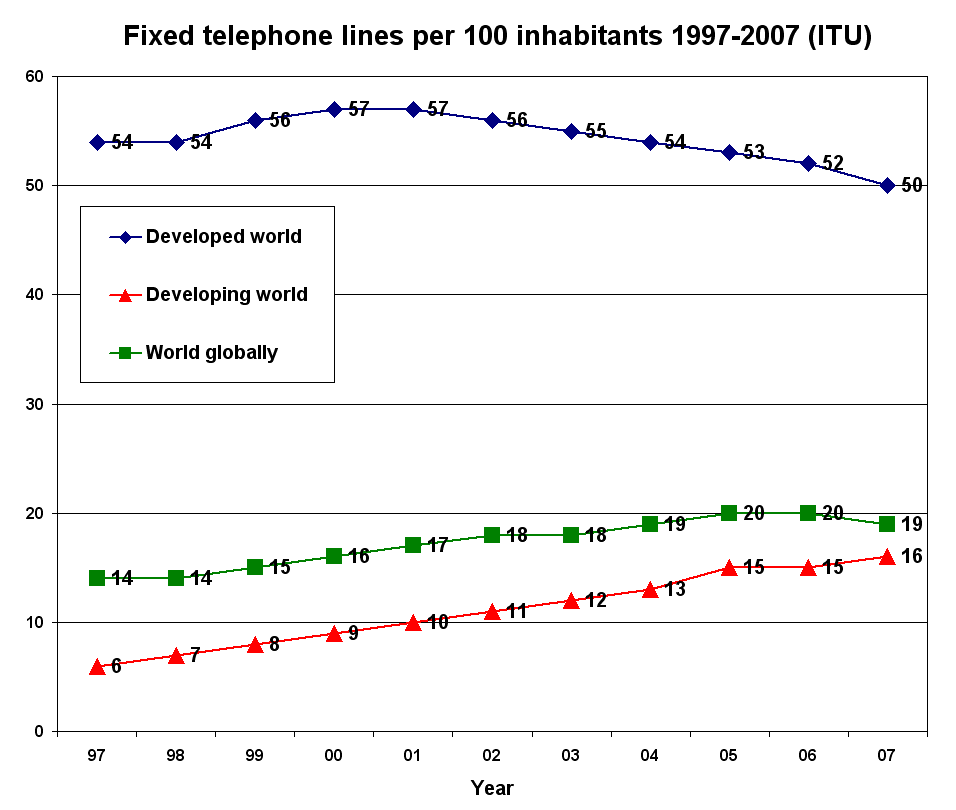
Глобальна кількість фіксованих телефонних ліній на 100 жителів (1997—2007)

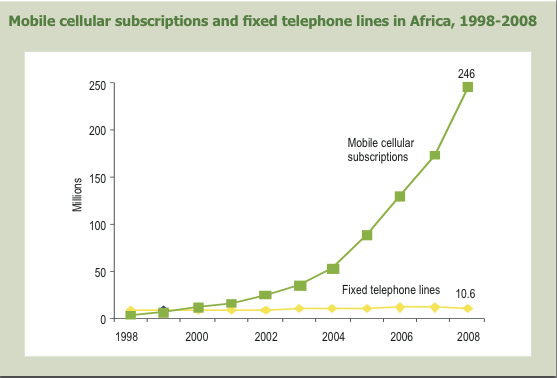
Загальна кількість стаціонарних та мобільних телефонів в Африці (1998—2008)

У 2003 році Всесвітня книга фактів ЦРУ повідомляла про приблизно 1,263 мільярда основних телефонних ліній у всьому світі. У Китаї було більше, ніж у будь-якій іншій країні, 350 мільйонів, а Сполучені Штати були другим з 268 мільйонами. У Сполученому Королівстві було 23,7 мільйона стаціонарних домашніх телефонів.
Статистика 2013 року показує, що загальна кількість абонентів фіксованого телефонного зв'язку у світі становила близько 1,26 мільярда. Кількість абонентів стаціонарного зв'язку постійно зменшується внаслідок модернізації цифрових технологій і зручностей, пов'язаних із переходом на бездротовий зв'язок (стільниковий зв'язок) або альтернативний засіб зв'язку через Інтернет.

## Наступники
У багатьох країнах стаціонарні послуги були недоступні для більшості людей. У деяких країнах Африки зростання кількості абонентів, які використовують мобільні телефони випереджає зростання численності абонентів стаціонарних послуг. З 1998 по 2008 рік в Африці з'явилося лише 2,4 мільйона стаціонарних телефонів. Але між 2000 і 2008 роками використання мобільних телефонів зросло з менш ніж 2 на 100 людей до 33 на 100. На Індійському субконтиненті, у містах і ще більше в сільській місцевості, спостерігалося значне зниження кількості стаціонарних телефонів.
На початку 21 століття частка використання стаціонарних телефонів зменшилася у зв'язку з розвитком технології мобільних мереж і застарілістю старих мідних мереж. Важче встановити стаціонарні мідні дроти для кожного користувача, ніж встановити мобільні бездротові станції, до яких може приєднатися багато людей. Згодом ці металеві мережі будуть визнані повністю застарілими та замінені більш ефективними широкосмуговими та оптоволоконними стаціонарними з'єднаннями, які поширюватимуться на сільські райони та місця, де телекомунікації були набагато рідшими. Деякі бачать, що це станеться вже у 2025 році.
У 2004 році лише близько 45 % людей у Сполучених Штатах у віці від 12 до 17 років мали мобільні телефони. У той час більшості доводилося покладатися на стаціонарні телефони. Лише через 4 роки цей відсоток зріс приблизно до 71 %. Того ж 2008 року приблизно 77 % дорослих мали мобільний телефон. У 2013 році 91 % дорослих у Сполучених Штатах мали мобільний телефон. Майже 60 % тих, хто мав мобільний, мали смартфон. Національне опитування щодо здоров'я, проведене Центрами з контролю та профілактики захворювань, опубліковане 4 травня 2017 року, в якому було опитано 19 956 домогосподарств, показало, що 45,9 відсотка домогосподарств у США все ще мають стаціонарні телефони, тоді як 50,8 відсотка мали лише мобільні телефони. Понад 39 відсотків мали обидва.
У Канаді більш ніж кожне п'яте домогосподарство використовує мобільні телефони як єдине джерело телефонних послуг. У 2013 році статистика показала, що 21 % домогосподарств стверджували, що користуються лише стільниковими телефонами. Домогосподарства, що ведуться людьми віком до 35 років, мають значно вищий відсоток виключного використання мобільних телефонів. У 2013 році 60 % молодих власників домогосподарств стверджували, що користуються лише мобільними телефонами.
Завдяки розвитку послуги голосового зв'язку через IP стало можливим використовувати стаціонарні номери, які раніше були розміщені в традиційних фіксованих телефонних мережах. Послуги VoIP можна використовувати будь-де, де доступне підключення до Інтернету на багатьох пристроях, включаючи смартфони, що забезпечує велику гнучкість вибору того, де можна відповідати на дзвінки, і таким чином полегшує, наприклад, дистанційну, мобільну та домашню роботу. Перехід на VoIP дозволяє використовувати номери стаціонарних телефонів, водночас звільняючи їх від фактичних стаціонарних телефонів, прив'язаних до одного місця. Це корисно, коли абоненти вважають за краще використовувати номери стаціонарних телефонів або, якщо бажано, щоб старі номери стаціонарних телефонів залишалися підключеними.